# Tuminiczy
Tuminiczy (biał. Тумінічы; ros. Туминичи, Tuminiczi; pol. hist. Tuminicze, Tumenicze) – wieś na Białorusi, w obwodzie witebskim, w rejonie orszańskim, w sielsowiecie Zubrewiczy. 

## Historia
W XIX i w początkach XX w. położone były w Rosji, w guberni mohylewskiej, w powiecie orszańskim, w gminie Kochanowo. Następnie w granicach Związku Sowieckiego. Od 1991 w niepodległej Białorusi.